# Pachypidonia rubrida
Pachypidonia rubrida är en skalbaggsart som beskrevs av Hayashi 1971. Pachypidonia rubrida ingår i släktet Pachypidonia och familjen långhorningar.
Artens utbredningsområde är Taiwan. Inga underarter finns listade i Catalogue of Life.